# Sachalin
Sachalin (ros. Сахалин; jap. 樺太, Karafuto) – wyspa na Oceanie Spokojnym u wybrzeży Rosji. Administracyjnie wchodzi w skład obwodu sachalińskiego. Od kontynentu oddziela ją Cieśnina Tatarska (szerokość w najwęższym miejscu 7,3 km), a od japońskiej wyspy Hokkaido dzieli ją Cieśnina La Pérouse’a. Jest to największa wyspa Rosji.

## Geografia
Długość wyspy od przylądka Krilon do przylądka Elżbiety wynosi 948 km, powierzchnia – 76,4 tys. km².
Linia brzegowa jest słabo rozwinięta, są tylko dwie duże zatoki: Aniwa i Zatoka Tierpienija. Ostro zaznaczają się półwysep Szmidta na północy i półwyspy Tierpienija i Kriloński na południu.
Powierzchnia pokryta jest górami i równinami, z których największa jest Równina Północnosachalińska. Najwyższy szczyt Gór Zachodniosachalińskich to Góra Powrotu (ros. г. Возвращения) 1325 n.p.m. Wzdłuż wybrzeża Morza Ochockiego ciągną się Góry Wschodniosachalińskie (Góra Łopatina 1609 m n.p.n.) oraz Grzbiet Susunajski (Góra Czechowa 1047 m n.p.m.). Leżący na północnym krańcu wyspy Przylądek Szmidta, również pokryty jest górami: Grzbietem Zachodnim i Wschodnim. W Masywie Trzech Braci Grzbiet Zachodni osiąga wysokość 623 m n.p.m. (Drugi Brat).
Na wyspie znajdują się złoża gazu ziemnego, węgla i ropy naftowej. Położone są one w północnej części Sachalinu. Ponadto występuje tu złoto.
Rzeki mają na ogół charakter górski. Większość wpada do Morza Ochockiego i Morza Japońskiego. Pokryte są lodem od listopada do kwietnia. Największe rzeki Tym (ros. Тымь) i Poronaj (ros. Поронай).
Na wyspie znajduje się wiele płytkich, małych jezior. Występują również bagna, szczególnie na Nizinie Poronajskiej.
Fauna typowa dla syberyjskiej tajgi, nieco uboższa w porównaniu z kontynentem. Występują niedźwiedzie, lisy, rosomaki, sobole, wiewiórki, borsuki, jelenie.
W południowej części wyspy znajduje się Rezerwat przyrody „Poronajskij”.

## Historia

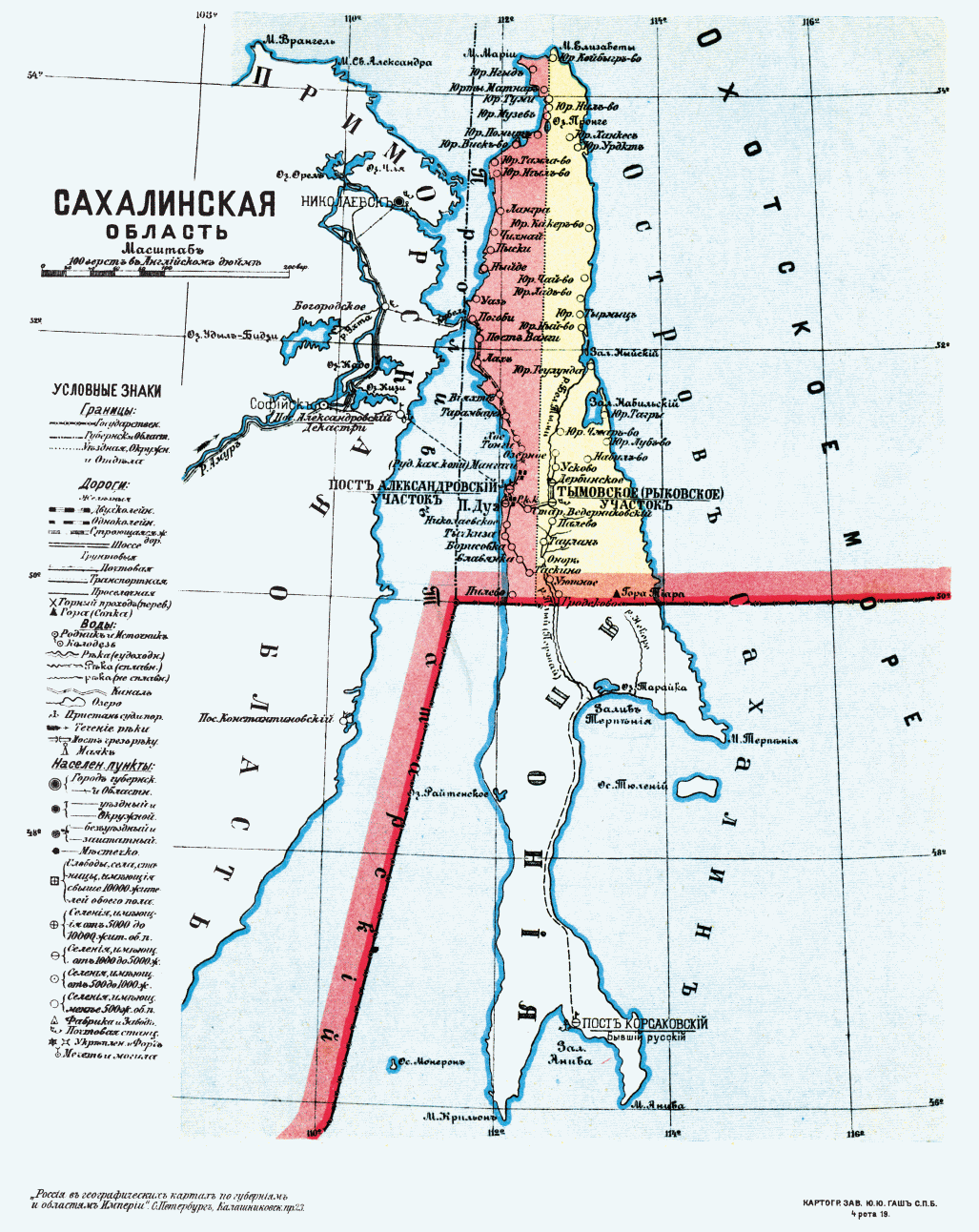
Mapa administracyjna Sachalinu z 1913 r. Część południowa – Japonia (kolor biały), część północna – Rosja, z podziałem na zachodni rejon aleksandrowski (czerwony) i wschodni rejon tymowski (żółty)

Wyspa została odkryta przez Europejczyków w XVII w. Na Sachalin przybył w 1640 r. oddział I.J. Moskwicyna; w 1643 holenderski żeglarz Jansonnius de Vries; w latach 1643–1646 przebywała tam wyprawa Poriakowa. W 1678 poseł rosyjski w Chinach – Nikołaj Spafaria – opisał Sachalin jako wyspę. Później jednak żeglarze (Jean-François de La Pérouse i w 1805 r. Adam Johann von Krusenstern) sugerowali, że wyspa jest zapewne połączona przesmykiem z lądem. Dopiero ekspedycja G.I. Niewielskiego w 1849 r. przepływając przez Cieśninę Tatarską potwierdziła, że Sachalin jest wyspą.
Na początku XIX w. w południowej części Sachalinu zaczęli osiadać japońscy rybacy. W połowie XIX w. wybrzeża zachodnie zaczęli kolonizować Rosjanie. Według japońsko-rosyjskich układów z 1855 r. wyspa miała być zarządzana wspólnie. Na mocy układu rosyjsko-japońskiego z 1875 r. cały Sachalin stał się własnością Rosji, wchodząc do obwodu nadmorskiego. Od lat 60. XIX w. był miejscem zsyłek i katorgi. W 1890 r. przebywał tam pisarz Anton Czechow, zbierający materiały do książki, opublikowanej później pod tytułem Wyprawa na Sachalin (1895). Za czasów wyprawy Czechowa na Sachalinie przebywało 5905 katorżników. Po 1905 r. katorga na Sachalinie uległa likwidacji.
Podczas wojny rosyjsko-japońskiej w 1905 r. Sachalin został opanowany przez Japonię, a w wyniku traktatu pokojowego południowa część wyspy (od ok. 50 równoleżnika) przypadła Japonii. W 1909 r. w północnej części wyspy utworzono obwód sachaliński ze stolicą w Aleksandrowsku. Po przewrocie bolszewickim (rewolucji październikowej) Sachalin został zajęty przez Białych, a w latach 1920–1925 przez Japonię. Po długich pertraktacjach przywrócona została granica z 1905 roku. Na konferencjach jałtańskiej i poczdamskiej ustalono, że po zakończeniu II wojny światowej cała wyspa znajdzie się w rękach ZSRR. Nastąpiło to w sierpniu 1945 r. w wyniku dalekowschodniej ofensywy Armii Czerwonej, a w styczniu 1947 r. cała wyspa włączona została do obwodu sachalińskiego.
W 1983 r. kilkadziesiąt kilometrów od wyspy myśliwce ZSRR zestrzeliły południowokoreański samolot pasażerski, który w momencie trafienia znajdował się kilka kilometrów poza terytorium Związku Radzieckiego, lecz wciąż w jego przestrzeni powietrznej, uwzględniając pas wód terytorialnych.

## Ludność
Tubylcza ludność składała się z plemion Ajnów, Niwchów i Ewenków. Badania nad nimi prowadził m.in. Bronisław Piłsudski. Obecnie ludność wyspy to głównie Rosjanie (84%), Koreańczycy (5,6%) i Ukraińcy (4%). Według danych ze spisu powszechnego w 2002 roku wyspa liczyła 527 268 mieszkańców, z czego 88% to ludność zamieszkująca w miastach. Ważniejsze miasta Jużnosachalińsk, Korsakow, Chołmsk, Aleksandrowsk Sachaliński, Ocha, Uglegorsk.

### Polonia
W okresie carskim na Sachalin zaczęli przybywać polscy zesłańcy. Polska społeczność posiadała dwa kościoły (w Aleksandrowsku i Toyoharze) oraz szkołę początkową i nieliczne instytucje kulturalne. Ich działalność przetrwała do zajęcia wyspy przez władze radzieckie (północny Sachalin – 1925 r., południowy Sachalin – 1945 r.).

## Gospodarka
Przemysł Sachalinu jest związany głównie z gospodarką leśną oraz wydobyciem surowców. Wyspa jest połączona rurociągiem naftowym z Komsomolskiem nad Amurem. Węgiel ekspediowany jest drogą morską z portu w Uglegorsku. Działa tu przemysł drzewny i celulozowo-papierniczy. Na wybrzeżu czynne są porty rybackie i przetwórnie ryb. Transport drobnicy na stały ląd zapewniają promy kolejowe, kursujące na linii Chołmsk – Wanino. Pomimo niezbyt sprzyjających warunków klimatycznych rozwija się turystyka: w 2019 r. wyspę odwiedziło ok. 305 tys. turystów, a ich liczba rośnie o ok. 10 procent rocznie. W 2003 r. Sachalin był drugim regionem Rosji pod względem inwestycji zagranicznych. Bezrobocie wynosi 2.9%.

## Klimat
Klimat wyspy jest chłodny, umiarkowany morski. Lato trwa 2–3 mies., zima 5–7 mies. Średnia temperatura stycznia na północy od −17 do −24 °C; na południu od −6 do −12 °C Temperatury sierpnia odpowiednio od 11 do 15 °C, oraz od 16 do 19 °C. Opady wahają się w zależności od części wyspy od 500 do 1200 mm rocznie. Największe są w górach. Występują tam długie, śnieżne zimy i krótkie, chłodne lato.
Maksymalną temperaturę na wyspie Sachalin (39 °C) zanotowano w lipcu 1977. Minimalna temperatura wynosiła (−50 °C), a odnotowano ją w roku 1980.

## Galeria

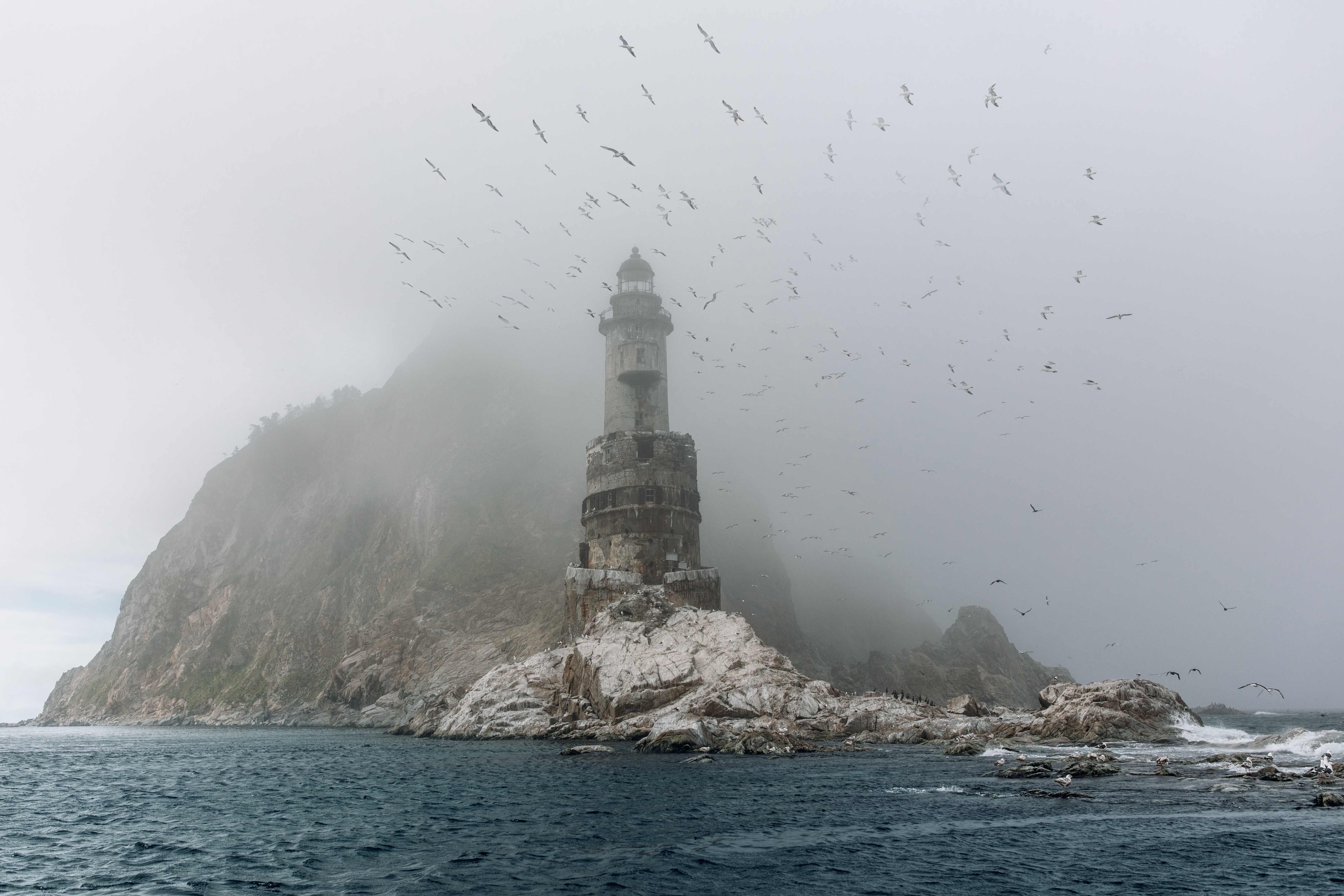
Latarnia Aniwa
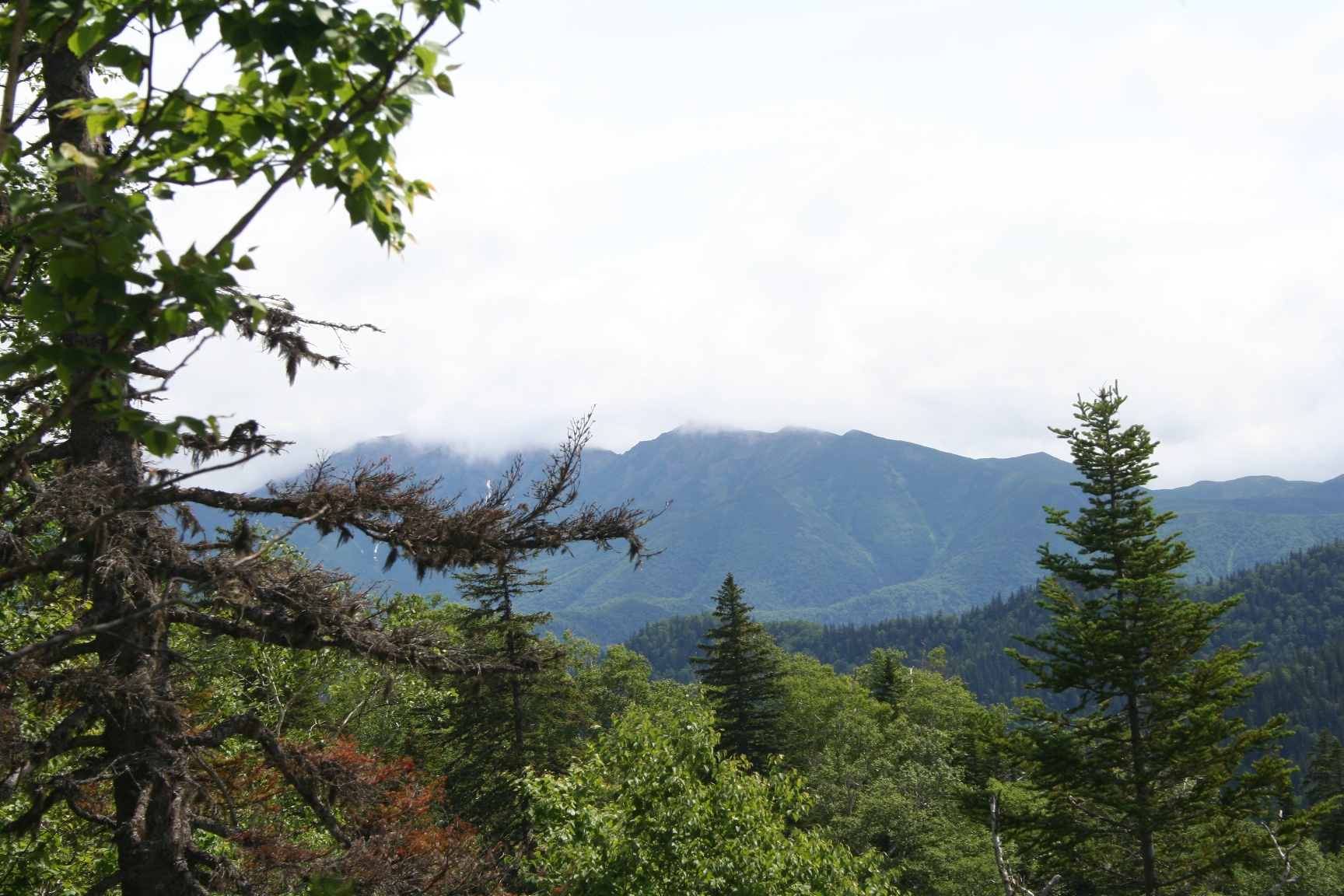
Góra Lopatina
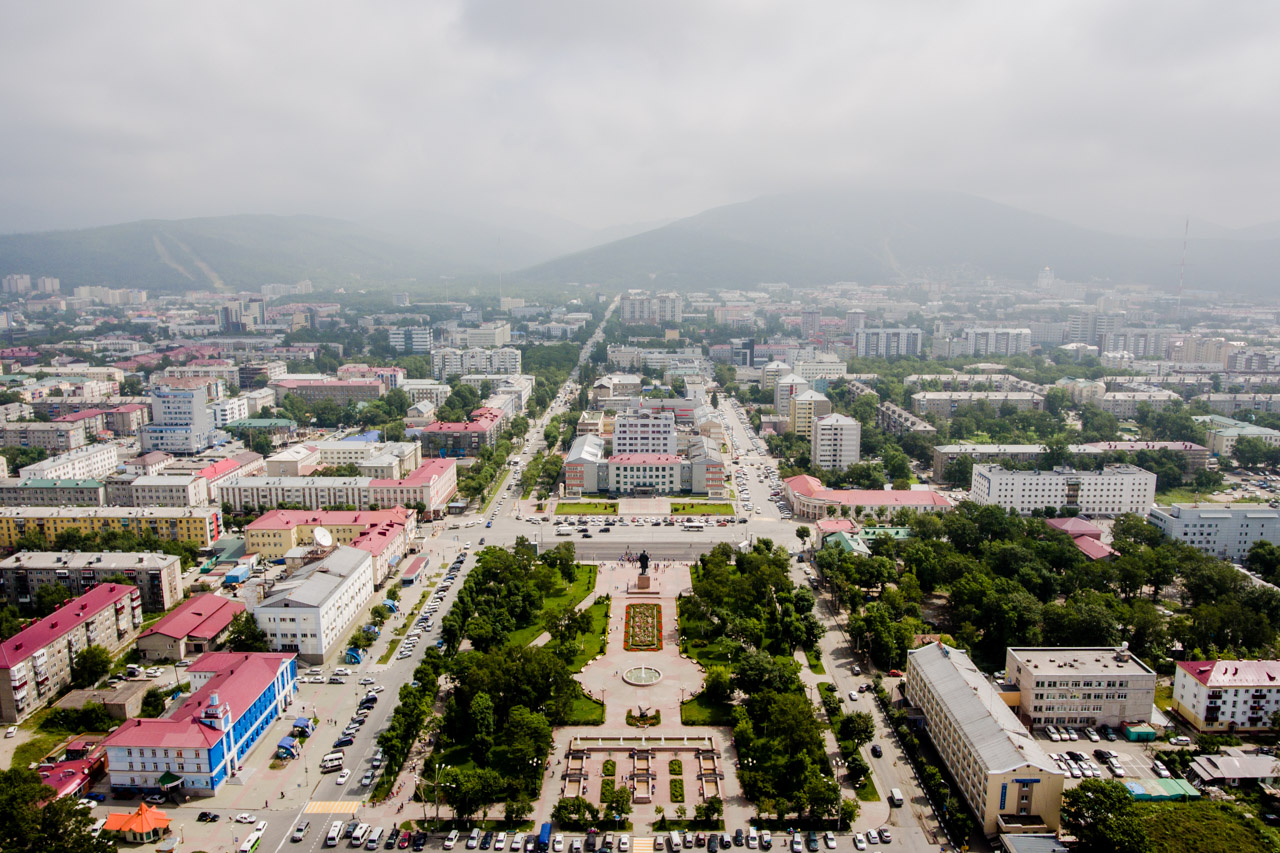
Jużnosachalińsk
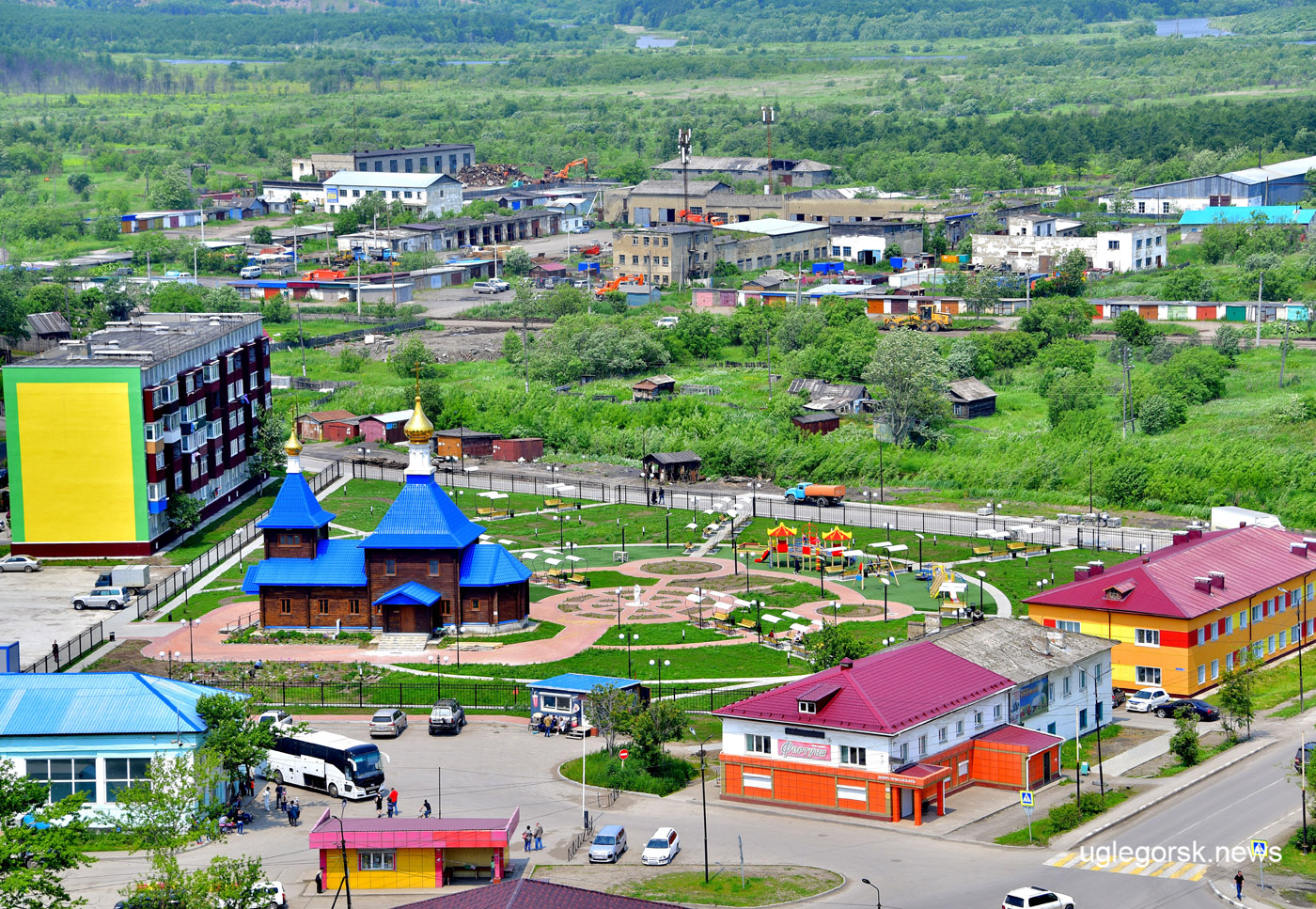
Uglegorsk
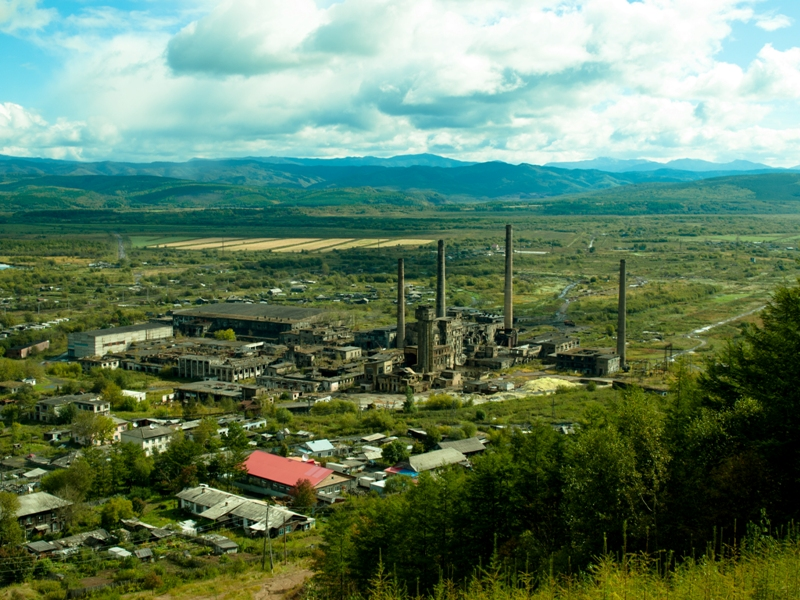
Uglegorsk